# أوزار
الأوزار هي الدمى ومجسامات الخيام الصغيرة وملحقاتها مما تلعب به البنات في مرحلة الطفولة في موريتانيا ومن السمات البارزة لها أن الدمى يلا وجوه لحرمتها في الإسلام (لأنها تشبه الأصنام) وتتراوح أحجام الدمى ما بين صغير جدا وكبير (بحجم طفل صغير).
من أهم مكونات الأوزار :
- المرأة الجالسة
- الرجل الواقف
- الخيمة المنصوبة
- المجلس